# Specie (logică)
- Noțiune care desemnează o clasă de obiecte ce posedă aceleași însușiri esențiale, fiind cuprinsă în sfera unei alte noțiuni mai generale numită gen.

- Specia infimă, este ultima în ordinea determinării, și se referă numai la indivizi, astfel că ea nu subordonează alte specii.

- În afară de genul suprem și de specia infimă, celelalte noțiuni pot fi:
  - - specii în raport cu noțiunile în sfera cărora se cuprind,
  - - gen în raport cu noțiunile mai puțin generale pe care le includ în sfera lor.
- Trecerea de la gen la specie se face prin determinare,
- Trecerea de la specie la gen se face prin generalizare,
- Speciile aceluiași gen se află în raport de coordonare.